# 狗屁工作
《狗屁工作》（英語：Bullshit Jobs: A Theory）是人类学家大卫·格雷伯于2018年出版的一本書籍，該書提到社會上存在无意义的工作并分析它们的社会危害。他认为，社會上超过一半的工作是毫无意义的，当人們与将這些工作与自我价值联系起来时，就会對心理造成衝擊。大卫·格雷伯提到了五种毫无意义的工作，分別為马屁型，這些人使得上級自以為很重要，如接待員、行政助理、门卫；打手型，代表雇主伤害或欺骗他人，如游说集团、公司律师、电话销售、公共关系； 补丁型，比如程序员修补劣质代码、航空公司前台工作人员安抚行李遺失的乘客；报价机型：专门写书面文件、做些放空炮的报告，例如绩效分析师、公司内部宣传员；监工型：不必要的上级，他们管理那些不需要管理就能順利工作的人，例如中层管理人员、領導力专员。

## 出版
2013年，格雷伯在《罢工》杂志上发表了一篇文章《论狗屁工作的现象》，论证了当代许多工作的无意义性，尤其是金融、法律、人力资源、公共关系和顧問等领域的工作。其受欢迎程度超过一百万次点击，造成激进杂志《罢工！》的网站崩溃。该文后来被翻译成12种语言。
YouGov进行了一次相关的民意调查，其中37%的受访英国人认为他们的工作对世界没有 "有意义 "的贡献。
格雷伯隨後收集了征集了数百份关于狗屁工作的证词，并将他的案例修改为一本书《狗屁工作：一种理论》 。
到2018年底，该书被翻译成法语、德语、意大利语、西班牙语、波兰语、和中文。

## 外部鏈接
- 官方网站
- "On the Phenomenon of Bullshit Jobs: A Work Rant" （页面存档备份，存于）, Graeber's original essay
- Graeber interviewed （页面存档备份，存于） on Book TV（英语：Book TV）